# Ted Levine
Frank Theodore „Ted“ Levine (* 29. května 1957 Bellaire, Ohio) je americký filmový a televizní herec.

## Raný život
Narodil se v Bellaire do rodiny lékařů Miltona a Charlotte Levineových. Pochází ze židovské rodiny, mající kořeny v Rusku a ve Walesu. Vyrostl v Oak Park a vystudoval Marlboro College, Chicagskou univerzitu a Oak Park and River Forest High School. V Chicagu se dostal k divadlu, konkrétně k Remains Theatre, které založili herci Gary Cole a William Petersen.

## Kariéra
Před kamerou se poprvé objevil v roce 1983 v televizním filmu Through Naked Eyes. Jeho nejznámější rolí je Jame Gumb alias Buffalo Bill z filmu Mlčení jehňátek (1991). Filmovím i televizním divákům může být znám z řady úspěšných celovečerních filmů a televizních seriálů. Mezi tyto patří například Nelítostný souboj (1995), Wild Wild West (1999), Rychle a zběsile (2001), Gejša (2005), Americký gangster (2007), Prokletý ostrov (2010), Jurský svět: Zánik říše (2018), Můj přítel Monk (2002–2009), nebo The Bridge (2013–2014).

## Osobní život
Má dvě děti – syna se svou bývalou partnerkou Kim Phillips, a dceru.

## Filmografie

### Film
- 1983 Through Naked Eyes (TV film) – role: strážník
- 1985 Two Fathers' Justice (TV film) – role: Bennett
- 1986 One More Saturday Night – role: policista na stanici
- 1987 Jako nepoddajný plevel – role: Pocono Pete
- 1988 Hořící kříže – role: Wes
- 1989 The Fulfillment of Mary Gray (TV film) – role: Jonathan
- 1989 Nejbližší příbuzenstvo – role: Willy Simpson
- 1990 Hledá se láska – role: Frederick King/James McGraw
- 1991 Mlčení jehňátek – role: Jame Gumb/Buffalo Bill
- 1991 Murder in High Places (TV film) – role: Carson Russell
- 1991 Při výkonu služby: Vrtkavá spravedlnost (TV film) – role: Charles Rose
- 1992 The Paint Job – role: Kenny the D.J. (neuveden v titulcích)
- 1993 Není úniku – role: Dunston
- 1993 Vlak smrti (TV film) – role: Alex Tierney
- 1993 Poslední psanec (TV film) – role: seržant Potts
- 1993 Nesplněné sliby (TV film) – role: Gary Ward
- 1995 Děs v prádelně – role: John Hunton
- 1995 Georgia – role: Jake
- 1995 Nelítostný souboj – role: Bosko
- 1996 Střela – role: Louis Stein
- 1996 Wiseguy (TV film) – role: Paul Callendar
- 1997 Město šílenců – role: Alvin Lemke
- 1997 Past – role: náměstek Nate Booker
- 1997 Flubber – role: Wesson
- 1997 Ellen Foster (TV film) – role: Bill Hammond
- 1998 You Can Thank Me Later – role: Eli Cooperberg
- 1999 Wild Wild West – role: generál McGrath
- 2000 Harlanská válka (TV film) – role: Silas Kincaid
- 2001 Evoluce – role: generál Woodman
- 2001 Rychle a zběsile – role: seržant Tanner
- 2001 Jízda do pekel – role: Rusty Nail (hlas) (neuveden v titulcích)
- 2001 Ali – role: Joe Smiley
- 2002 Pravda o Charliem – role: Emil Zadapec
- 2003 Wonderland Masakr – role: Sam Nico
- 2004 Manchurianský kandidát – role: plk. Howard
- 2004 Zrození – role: pan Conte
- 2005 The L.A. Riot Spectacular – role: Tom Saltine
- 2005 Gejša – role: plk. Derricks
- 2006 Hory mají oči – role: Velkej Bob Carter
- 2007 Zabití Jesseho Jamese zbabělcem Robertem Fordem – role: šerif Timberlake
- 2007 Americký gangster – role: Lou Toback
- 2010 Prokletý ostrov – role: správce
- 2012 Deep Dark Canyon – role: Bloom Towne
- 2013 Jimmy – role: James Lee Mitchell
- 2013 Jednou ranou – role: Cecile
- 2013 The Banshee Chapter – role: Thomas Blackburn
- 2014 Sejmi prezidenta – role: generál Underwood
- 2014 Dig Two Graves – role: šerif Waterhouse
- 2014 Sázka na život – role: Lewis
- 2014 Tommy Benjamin – role: Duke Klein
- 2014 Child of Grace (TV film) – role: náčelník Edwards
- 2015 Little Boy – role: Sam
- 2016 Dr. Del (TV film) – role: Tanner
- 2016 Krev šampiona – role: Lou Duva
- 2017 Bottom of the World – role: kněz
- 2017 Swing State – role: Rouge Holmes
- 2017 A Midsummer Night's Dream – role: Théseus
- 2018 Jurský svět: Zánik říše – role: Ken Wheatley
- 2019 Zpráva – role: John Brennan
- 2019 A Violent Separation – role: Ed Quinn
- 2023 Můj přítel Monk: Poslední případ (TV film) – role: Leland Stottlemeyer
- 2025 Starbright – role: Bud
- 2025 Lear Rex – role: Kent

### Televize
- 1984 American Playhouse (TV seriál, 1 díl) – role: policista
- 1986 Dáma v modrém (TV seriál, 1 díl) – role: Bunky
- 1986–1988 Kriminální příběhy (TV seriál, 19 dílů) – role: Frank Holman
- 1990 Midnight Caller (TV seriál, 1 díl) – role: Frank Brewer
- 1995 Pan Nikdo (TV seriál, 1 díl) – role: Dave „Eddie“ Powers
- 1997 Superman: The Animated Series (TV seriál, 1 díl) – role: Karkull (hlas)
- 1998 Ze Země na Měsíc (TV minisérie, 2 díly) – role: Alan Shepard
- 1998 Bílá velryba (TV minisérie, 2 díly) – role: Starbuck
- 1999 Superman: The Animated Series (TV seriál, 1 díl) – role: Sinestro (hlas)
- 2000 Wonderland (TV seriál, 8 dílů) – role: doktor Robert Banger
- 2002 Třetí hlídka (TV seriál, 1 díl) – role: Brian O'Malley
- 2002–2003 Liga spravedlivých (TV seriál, 4 díly) – role: Bulldozer (hlas)/Sinestro (hlas)
- 2002–2009 Můj přítel Monk (TV seriál, 125 dílů) – role: Leland Stottlemeyer
- 2004 Static Shock (TV seriál, 1 díl) – role: Sinestro (hlas)
- 2006 Justice League Unlimited (TV seriál, 1 díl) – role: Sinestro (hlas)
- 2011 Hell on Wheels (TV seriál, 1 díl) – role: Daniel Johnson
- 2012 Luck (TV seriál, 5 dílů) – role: Isadore Cohen
- 2013–2014 The Bridge (TV seriál, 26 dílů) – role: poručík Hank Wade
- 2015 The Spoils Before Dying (TV minisérie, 1 díl) – role: Gerhart Moll
- 2016 Ničemové (TV seriál, 2 dílů) – role: Conrad Tull
- 2016 Ray Donovan (TV seriál, 4 díly) – role: Bill Primm
- 2016 Smrtonosná zbraň (TV seriál, 1 díl) – role: Ned Brower
- 2018–2020 Psychiatr (TV seriál, 15 dílů) – role: Thomas Byrnes
- 2018 Tady a teď (TV seriál, 2 díly) – role: Ike
- 2019 Jak se stát bohem na Floridě (TV seriál, 10 dílů) – role: Obie Garbeau II
- 2020 The At-Home Variety Show featuring Seth MacFarlane (TV seriál, 1 díl) – role: Leland Stottlemeyer
- 2021 Stalo se v Montaně (TV seriál, 7 dílů) – role: Horst Kleinsasser
- 2023 Krásné maličkosti (TV minisérie, 2 díly) – role: Gene
- 2025 Mayfair Witches (TV seriál, 1 díl) – role: Julien Mayfair

## Ocenění
- 1991 – Awards Circuit Community Award za Nejlepší mužský herecký výkon ve vedlejší roli ve filmu Mlčení jehňátek (nominace)[2]
- 2008 – Cena Sdružení filmových a televizních herců za Nejlepší mužský herecký výkon ve filmu Americký gangster (nominace)[3]
- 2012 – 20/20 Award za Nejlepší mužský herecký výkon ve vedlejší roli ve filmu Mlčení jehňátek (nominace)[4]
- 2015 – Beaufort International Film Festival Award za Nejlepší mužský herecký výkon ve filmu Dig Two Graves[5]